# Carphomigma leontodes
Carphomigma leontodes är en fjärilsart som beskrevs av Diakonoff 1953. Carphomigma leontodes ingår i släktet Carphomigma och familjen vecklare. Inga underarter finns listade i Catalogue of Life.